# Ichneumon rhicnodes
Ichneumon rhicnodes là một loài tò vò trong họ Ichneumonidae.